# Charles de Bussy
Pour les articles homonymes, voir de Bussy.
Charles Gustave Joseph Le Clerc de Bussy de Vauchelles dit Charles de Bussy, né à Paris le 7 juillet 1875 et mort à Avignon le 9 novembre 1938, est un écrivain, poète, auteur dramatique, humoriste et dessinateur satirique français. 

## Biographie
Membre de la Société des dessinateurs humoristes, il expose en 1928 au Salon des humoristes les toiles Les Frères Fischer avant la guerre et Pêcheurs. On lui doit de nombreux dessins parus dans diverses revues et journaux tels Le Rire, Aux Écoutes, Le Journal, La Liberté, Le Dimanche illustré, Le Petit Journal, etc. Parmi ces dessins, les plus remarqués sont La Muse enfant, Jeunes cœurs et Sous l'avalanche.
Comme écrivain, on lui doit des poésies mis en musique, entre autres, par Jean-Baptiste Ganaye, Maurice Pesse, Marc Delmas ou Cécile Chaminade, des romans, des contes et des pièces de théâtre.